# Metatheorie
Een metatheorie is een wetenschappelijke theorie die een andere theorie als onderwerp van de studie heeft. Metatheorieën maken deel uit van het filosofisch georiënteerde deel van een aantal andere disciplines, met name de epistemologie, de metalogica, de metawiskunde en de metataal.
Binnen het kader van de metatheorie als zodanig is echter onlangs een geheel nieuwe discipline ontwikkeld die zich speciaal met de structuur van holistische systemen bezighoudt, de systemica. Volgens Stephen Hawking is een theorie altijd hypothetisch van aard, aangezien ze aan de hand van experimenten nooit bewezen maar wel gelogenstraft kan worden. Volgens de systemica kan een metatheorie wel betrekking hebben op het standpunt of de subjectieve eigenschappen van een andere theorie, maar niet op het onderzoeksdomein hiervan. 
Logische verklaringen die in metatheorieën worden gedaan met betrekking tot de theorie die bestudeerd wordt, worden metastellingen genoemd.
Taxonomie speelt een zeer belangrijke rol in metatheorie, doordat het classificeren van theorieën een van de onderwerpen is die in een metatheorie centraal staat.

## Geschiedenis
Men laat het begin van de metatheorie in het algemeen samenvallen met het ontstaan van de metawiskunde, waar David Hilbert in 1905 de fundamenten voor legde door een manier om de consistentie van de wiskunde te bewijzen voor te stellen. In 1931 bewees Kurt Gödel met zijn onvolledigheidsstellingen dat dit ideaal in werkelijkheid niet te realiseren is, maar niettemin had Hilbert met zijn voorstel de aanzet tot de ontwikkeling van zowel de metawiskunde als de metatheorie gegeven. De metatheorie is daarna vooral veel toegepast in de taalkunde en de metataal.